# Demons and Wizards
A Demons and Wizards német/amerikai power metal együttes. 1998-ban alakult meg. A zenekart a Blind Guardian énekese, Hansi Kürsch, illetve az Iced Earth gitárosa, Jon Schaffer alapították. Két nagylemezt tartalmaz a diszkográfiájuk. Az együttes ötlete 1997-ben merült fel a két zenészben, amikor zenekaraik együtt koncerteztek. Nevüket a Uriah Heep ugyanilyen című 1972-es albumáról kapták. Szövegeik témái a sötétség, halál, gonosz, irodalom, illetve a mesék. Lemezeiket a német SPV GmbH kiadó jelenteti meg. Második nagylemezük pedig Stephen King regényeinek visszatérő gonoszáról, a Bíbor Királyról (Crimson King) szól. A zenekar két tagja elmondta, hogy 2020-ra új albumot terveznek, és más jellegű lesz, mint az első két albumuk.

## Tagok
- Hansi Kürsch - ének
- Jon Schaffer - ritmusgitár, basszusgitár (stúdióban)

## További tagok
- Bobby Jarzombek - dob
- Rubin Drake - basszusgitár
- Jim Morris - gitár
- Mark Prator - dob (stúdió)
- Richard Christy - dob (koncerteken)
- Howard Helm - vokál, zongora
- Kathy Helm - vokál
- Tori Fuson - vokál
- Jesse Morrison - vokál
- Krystyna Kolaczynski - cselló
- Ritchie Wilkinson - gitár (európai turnéjuk során)

## Diszkográfia
- Demons and Wizards - 2000
- Touched by the Crimson King - 2005
- III - 2020